# Afabubu
Afabubu (Afabubo) ist ein osttimoresischer Suco im Verwaltungsamt Luro (Gemeinde Lautém).

## Geographie

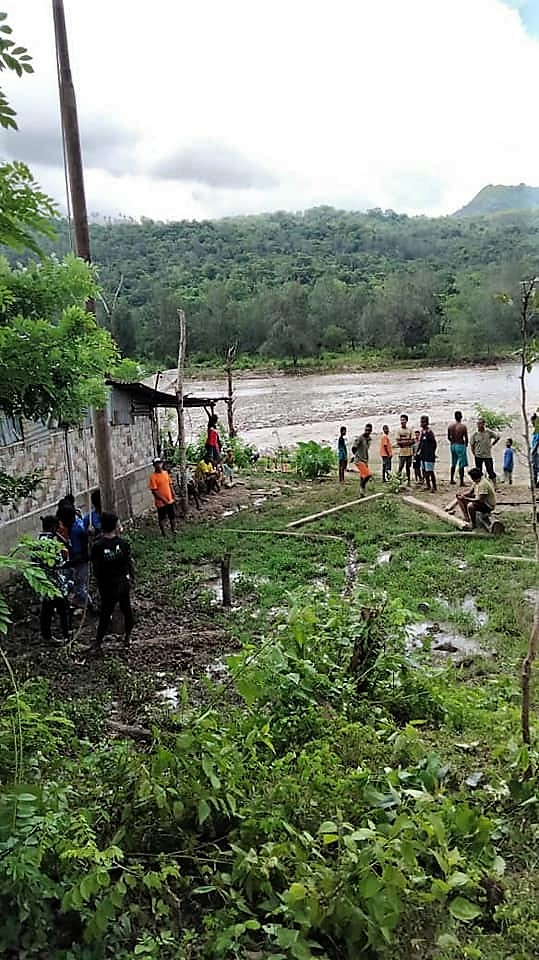
Bei Odoforo

Vor der Gebietsreform 2015 hatte Afabubu eine Fläche von 35,31 km². Nun sind es 15,61 km². Der Suco liegt im Westen des Verwaltungsamts Luro. Im Nordosten grenzt Afabubu an den Suco Wairoque, im Osten an Lacawa und im Südosten an Baricafa. Im Norden liegt das Verwaltungsamt Lautém mit seinen Sucos Ililai und Euquisi, im Westen die Gemeinde Baucau mit ihren Sucos Saelari, Sagadate, Atelari (Verwaltungsamt Laga) und Uacala (Verwaltungsamt Baguia). Entlang der Nordwestgrenze fließt der Fluss Laivai. Entlang der Grenze zu Lautém fließt ihm der Abuti entgegen, entlang der Grenze zu Sagadate der Liqueliu. Aus Afabubu direkt kommt der Bociliu.
In Afabubu gibt es keine nennenswerte, größere Ortschaften. Eine Grundschule gibt es in Odoforo. Der Ort ist so abgelegen, dass für die Parlamentswahlen in Osttimor 2007, für das einzige Wahllokal im Suco dort, die Wahlurnen mit dem Hubschrauber transportiert werden mussten. Der Ort Sare Lari wurde zwischen 1999 und 2004 von Afabubu zum Suco Lacawa geschlagen. Davor hatte Afabubu noch 969 Einwohner.
In Afabubu befinden sich die beiden Aldeias Dalari und Jefaliu. Nach Karten liegt der Ort Dalari aber im Osten des Sucos Wairoque.

## Einwohner
In Afabubu leben 753 Einwohner (2022), davon sind 378 Männer und 375 Frauen. Im Suco gibt es 130 Haushalte. Über 98 % der Einwohner geben Makasae als ihre Muttersprache an. Minderheiten sprechen Sa’ane oder Tetum Prasa.

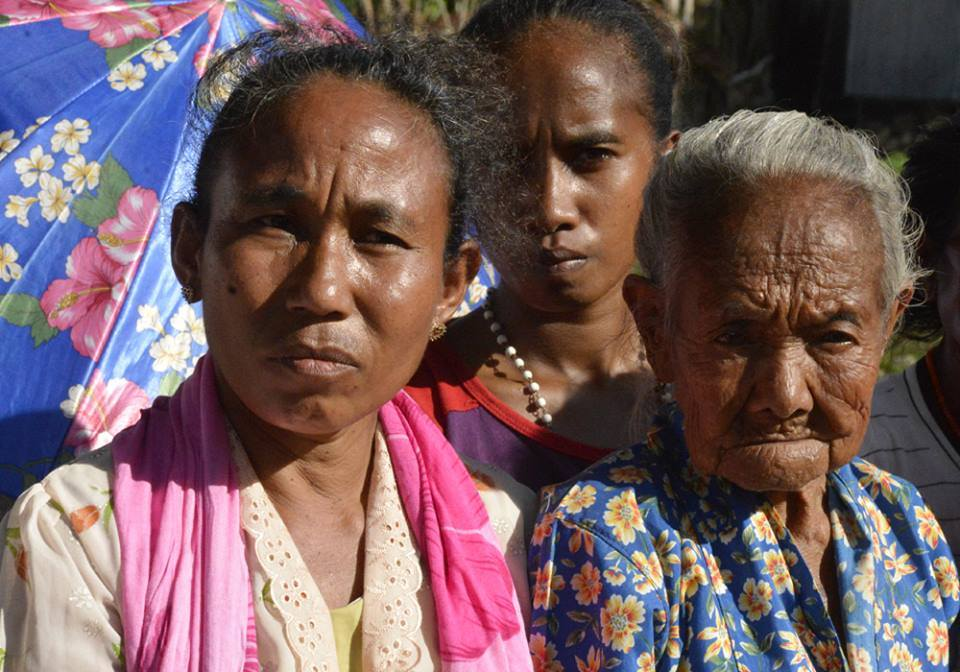
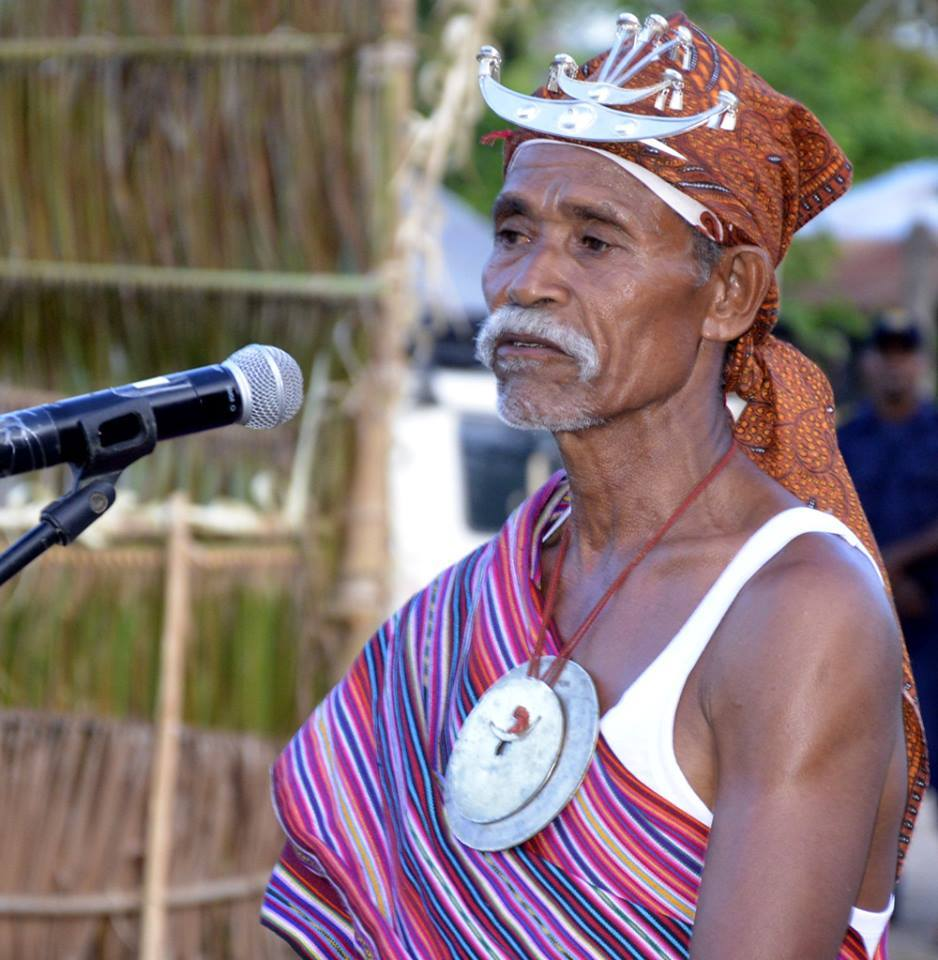

## Politik

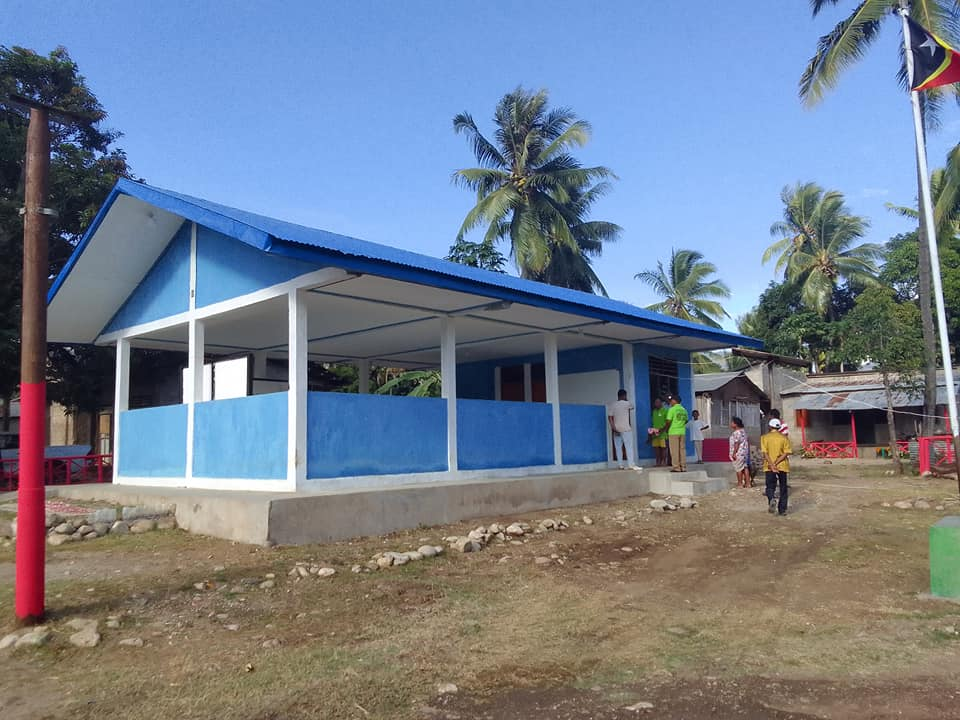
Sitz des Sucos (2022)

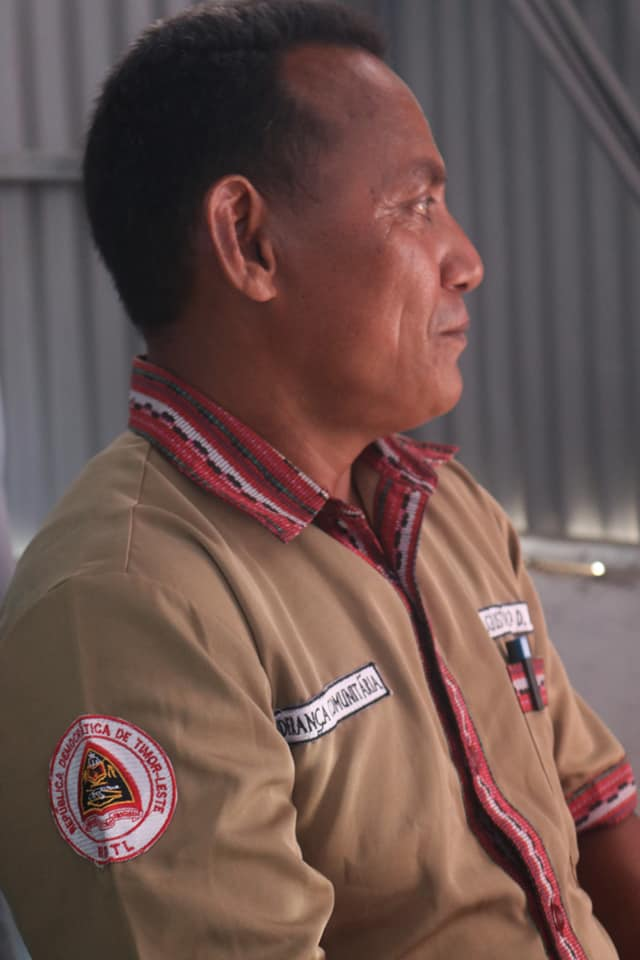
Agustino Dias Magno (2022)

Bei den Wahlen von 2004/2005 wurde Agusto Feliciano Ramos Branco zum Chefe de Suco gewählt und 2009 in seinem Amt bestätigt. Bei den Wahlen 2016 gewann Agustino Dias Magno.